# Джалгыз-Терек
Жалгыз-Терек (кирг. Жалгыз-Терек) — село в Нарынском районе Нарынской области Кыргызстана. Входит в состав Жергеталского аильного округа.
Расположено северо-восточнее районного центра г. Нарына.
В 2021 году в селе проживало 1245 жителей
Население в 2009 году составляло 1157 человек